# Lidia Czukowska
Lidia Korniejewna Czukowska (ros. Лидия Корнеевна Чуковская, właśc. Lidia Nikołajewna Korniejczukowa (ros. Лидия Николаевна Корнейчукова); ur. 11 marca?/24 marca 1907 w Petersburgu, Imperium Rosyjskie  – zm. 8 lutego 1996 w Moskwie, Rosja) – rosyjska pisarka, krytyk literacki, autorka szkiców biograficznych o pisarzach (m.in. A. Achmatowej, z którą była zaprzyjaźniona i M. Cwietajewej), a także głośnych powieści o latach stalinowskiego terroru.

## Życiorys
Córka pisarza Kornieja Iwanowicza Czukowskiego i siostra Nikołaja Korniejewicza Czukowskiego, również pisarza.

### Wczesne lata
Dorastała w Petersburgu, dawnej stolicy imperium rozdartego wojną i rewolucją. Czukowski zauważył, że jego córka już jako mała dziewczynka zastanawiała się nad problemem sprawiedliwości społecznej. Ale największą pasją Lidii była literatura, zwłaszcza poezja. 
Do ich domu często przyjeżdżały czołowe osobistości literackie, takie jak Aleksander Błok, Nikołaj Gumiłow i Anna Achmatowa. Miasto było także domem dla najwybitniejszych artystów w kraju – Lidia widziała na przykład występy Fiodora Szaliapina w operze, a także poznała malarza Ilję Repina.
Czukowska już w młodym wieku popadła w konflikt z władzami bolszewickimi, kiedy jedna z jej przyjaciółek wydrukowała na maszynie do pisania jej ojca antybolszewicką ulotkę. Na krótki czas została zesłana do Saratowa. Po powrocie z wygnania wróciła do literackiego świata Leningradu, dołączając do państwowego wydawnictwa Detgiz w 1927 roku jako redaktor książek dla dzieci. Jej mentorem był Samuel Marszak, być może największy rywal jej ojca w rosyjskiej literaturze dla dzieci. Mniej więcej w tym czasie ukazało się jej pierwsze dzieło literackie, opowiadanie Leningrad-Odessa, wydane pod pseudonimem „A. Ugłow”. 
Czukowska zakochała się w młodym fizyku żydowskiego pochodzenia Matwieju Bronsteinie i wkrótce się pobrali.  Pod koniec lat trzydziestych XX w. w okresie Wielkiego Terroru pracodawca Czukowskiej, Detgiz, został zaatakowany za zbyt burżuazyjne podejście, a wielu jego autorów zostało aresztowanych i straconych. Matwiej Bronstein także stał się jedną z wielu ofiar Stalina. Aresztowano go w 1937 r. pod fałszywym zarzutem, został osądzony i stracony w lutym 1938 r. Czukowska również zostałaby aresztowana, gdyby nie była wówczas poza Leningradem.

### Późniejsze życie i kariera
Przez kilka lat jej życie było koczownicze i niepewne. Została oddzielona od córki Jeleny i trzymana w niewiedzy losu męża. W latach 1939–1940, czekając na próżno na wieści, Czukowska napisała Sofię Pietrowną, wstrząsającą opowieść o życiu w czasie wielkich czystek. Jednak minęło trochę czasu, zanim ta powieść zyskała szerokie uznanie. Nieprzychylna władzom, choć pryncypialna i bezkompromisowa, Czukowska nie była w stanie otrzymać żadnego stałego zatrudnienia. Stopniowo jednak zaczęto ją ponownie publikować: był to wstęp do twórczości Tarasa Szewczenki, kolejny do pamiętników Mikłucho-Makłaja.
Czukowska była przez całe życie była przyjaciółką Anny Achmatowej, którą odwiedzała w poszukiwaniu porady po aresztowaniu Bronsztaina. Miało to miejsce wkrótce po tym, jak Achmatowa utworzyła swoje Requiem, którego nie śmiała spisać. Czukowska jako jedna z pierwszych usłyszała je recytowane na osobności i zapamiętała. Kiedy w październiku 1941 roku zostały ewakuowane z Leningradu, po inwazji Niemiec na ZSRR, udały się razem do Taszkentu. 
Kolejne ważne dzieło Czukowskiej Спуск под воду (Zejście pod wodę) opisuje w formie pamiętnika niepewne doświadczenia Achmatowej i Michaiła Zoszczenki. Publikacja tej książki również została zakazana w jej ojczyźnie. W 1964 r. Czukowska wypowiadała się przeciwko prześladowaniom młodego Iosifa Brodskiego; zrobiła to również dla Sołżenicyna i Andrieja Sacharowa. Napisała szereg listów popierających Sołżenicyna; zostały one opublikowane w Monachium w 1970 roku.
Do śmierci Stalina w 1953 r. Czukowska stała się szanowaną postacią w środowisku literackim, jako jedna z redaktorek miesięcznika kulturalnego Literaturnaja Moskwa. Pod koniec lat pięćdziesiątych Sofia Petrovna w końcu przedostała się do sowieckich kręgów literackich w formie rękopisu za pośrednictwem samizdatu. Nastała odwilż Chruszczowa i książka miała zostać opublikowana w 1963 r., ale w ostatniej chwili wstrzymano ją ze względu na „wypaczenia ideologiczne”. Nieustraszona jak zawsze Czukowska pozwała wydawcę o pełne tantiemy i wygrała. Książka została ostatecznie opublikowana w Paryżu w 1965 roku, ale bez zgody autorki i pod nieco niedokładnym tytułem Opuszczony dom. Do tekstu wprowadzono także pewne nieautoryzowane zmiany. W następnym roku nowojorski wydawca opublikował ją ponownie, tym razem z przywróconym oryginalnym tytułem i tekstem.
W 1966 roku napisała i rozesłała list otwarty do Michaiła Szołochowa, ulubionego pisarza partii komunistycznej, w odpowiedzi na jego atak na uwięzionych pisarzy Andrieja Siniawskiego i Julija Daniela, przypominając mu, że „Największy z naszych poetów Aleksander Puszkin powiedział z dumą „wołałem o miłosierdzie dla poległych”.
We wrześniu 1973 r., nie mogąc publikować w Związku Radzieckim, Czukowska wysłała list za granicę, w którym ubolewa nad oficjalnie sponsorowanymi kampaniami przeciwko Borysowi Pasternakowi w 1958 r., Aleksandrowi Sołżenicynowi w 1969 r.
W odwecie biuro sekcji literatury dziecięcej Związku Pisarzy Moskiewskich, do którego należała, zaproponowało jej wydalenie. 9 stycznia 1974 roku została wezwana przed zarząd moskiewskiego związku pisarzy, gdzie strażnicy nie dopuścili do przybycia żadnego z jej przyjaciół lub zwolenników, i została formalnie wydalona ze związku, co uniemożliwiło jej możliwość ponownego opublikowania czegokolwiek. Chociaż KGB ściśle ją monitorowało, uważa się, że państwo radzieckie powstrzymało się od wymierzenia jej surowszej kary ze względu na jej reputację na Zachodzie, ale także ze względu na niekwestionowaną pozycję jej ojca w kulturze sowieckiej.
Jej związek z Achmatową był tematem dwóch kolejnych książek. Przez całe życie Czukowska pisała także wiersze o charakterze bardzo osobistym, poruszające tematykę jej życia, utraconego męża i tragedii jej ludu.
Na starość dzieliła czas między Moskwą a daczą ojca w Pierediełkinie, osiedlu, które było domem wielu pisarzy, w tym Borysa Pasternaka.
Sofia Pietrowna stała się legalnie dostępna dla sowieckich czytelników dopiero w lutym 1988 roku, kiedy została opublikowana w czasopiśmie Newa. Publikacja ta umożliwiła publikację pozostałych dzieł Lidii Czukowskiej, gdyż Czukowska wyraźnie zabroniła jakichkolwiek publikacji jej powieści w Związku Radzieckim przed oficjalną publikacją Sofii Pietrownej.

## Wybrana twórczość

### Powieści
- 1939-1940 - Sofia Pietrowna[3][4] lub Opustoszały dom[5] (ros. Софья Петровна) - wyd. Paryż 1965, wydanie rosyjskie 1988, wyd. polskie poza cenzurą 1985
- 1972 - Zejście pod wodę[6] (ros. Спуск под воду)

### Książki dla dzieci (pod pseudonimem Aleksiej Ugłow)
- 1928 - Leningrad - Odiessa (ros. Ленинград — Одесса)
- 1930 - Powiest' o Tarasie Szewczenko (ros. Повесть о Тарасе Шевченко)
- 1931 - Na Wołgie (ros. На Волге)

### Zbiory wierszy
- 1978 - Po etu storonu smierti (ros. По эту сторону смерти) - wyd. Paryż 1978

### Publicystyka
- 1940 - Istorija odnogo wosstanija (ros. История одного восстания)
- 1951 - Diekabristy, issledowatieli Sibiri (ros. Декабристы, исследователи Сибири)
- 1948, 1950, 1952, 1954 - N.N. Mikłucho-Makłaj (ros. Н.Н. Миклухо-Маклай)
- 1957 - Boris Żytkow (ros. Борис Житков)
- 1938-1941, 1952-1962 - Zapiski o Annie Achmatowej[7] - dzienniki; wyd. Paryż tom 1-2 1976–1980, wyd. polskie tom 1 1989
- 1963 - W łaboratii riedaktora (ros. В лаборатории редактора)
- 1979 - Process iskluczenija (ros. Процесс исключения) - autobiografia; wyd. Paryż 1979, polski przekład fragmentu w "Antologii wolnej literatury rosyjskiej" (1992)
- 1989 - Pamiati dietstwa. Wospominanija o Kornieje Czukowskom (ros. Памяти детства. Воспоминания о Корнее Чуковском) - wspomnienia
- Nie kazn', no mysl. No słowo (ros. Не казнь, но мысль. Но слово)
- Gniew naroda (ros. Гнев народа)
- Proryw niemoty (ros. Прорыв немоты)